# Gulivoire Park, Indiana
Gulivoire Park, Indiana (енгл. Gulivoire Park) град је у америчкој савезној држави Индијана.

## Демографија
По попису из 2000. године број становника је 2.974.
| Група             | 2000.         | 2010.    |
| Белци             | 2.879 (96,8%) | 0 (0,0%) |
| Афроамериканци    | 19 (0,6%)     | 0 (0,0%) |
| Азијати           | 20 (0,7%)     | 0 (0,0%) |
| Хиспаноамериканци | 35 (1,2%)     | 0 (0,0%) |
| Укупно            | 2.974         | 0        |